# Hieracium horridum
Hieracium horridum ist eine Pflanzenart aus der Gattung der Habichtskräuter (Hieracium) innerhalb der Familie der Korbblütler (Asteraceae). Sie kommt in den westlichen USA vor.

## Beschreibung

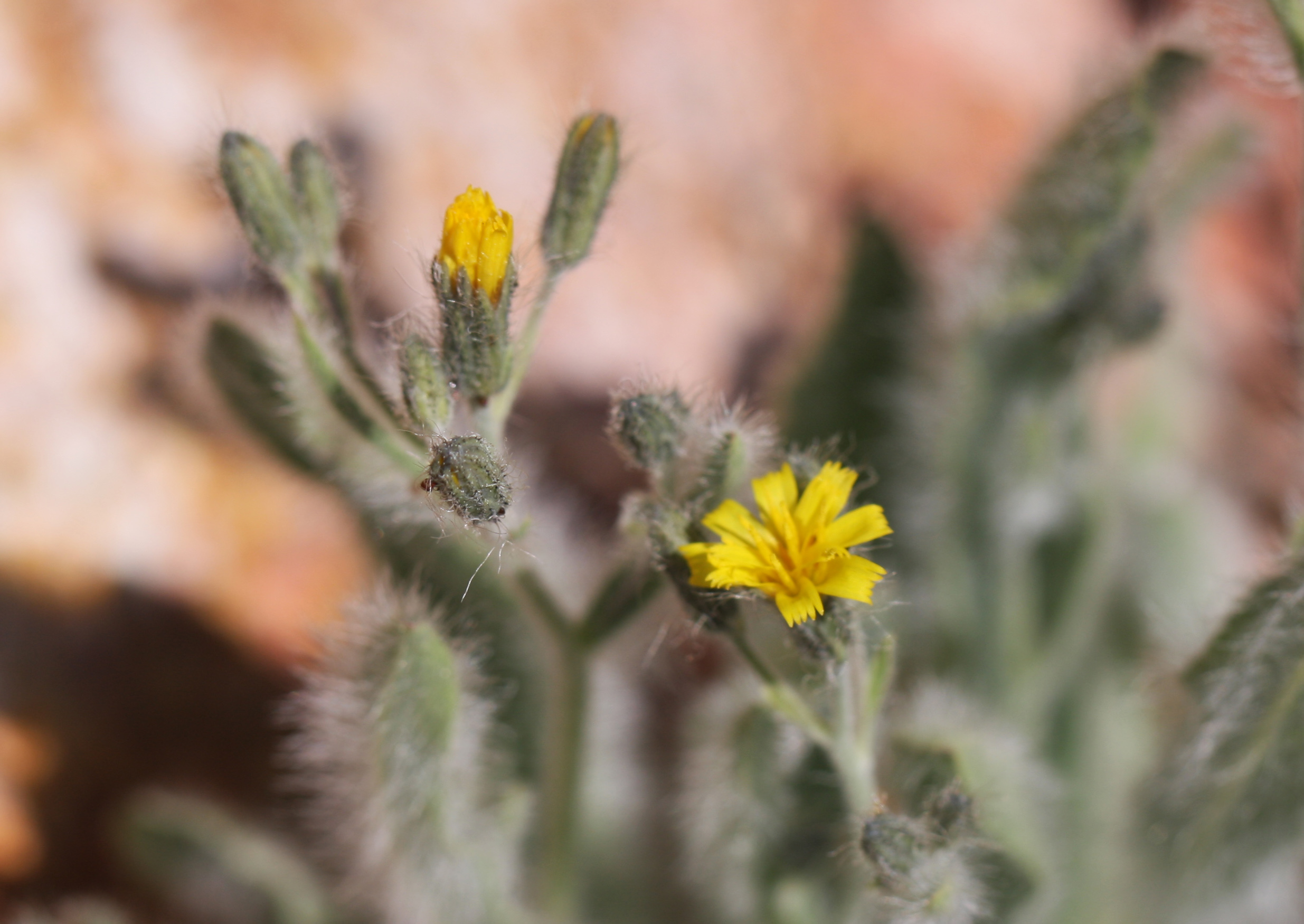
Blütenkörbchen

### Vegetative Merkmale
Hieracium horridum ist eine ausdauernde krautige Pflanze, die Wuchshöhen von 5 bis 40 Zentimetern erreicht. Die aufrechten Stängel sind meist mit feinen und rauen, 0,2 bis 0,4 Zentimeter langen Haaren besetzt und haben meist eine sternartig behaarte Basis.
An der Stängelbasis befinden sich drei bis sechs, gelegentlich auch mehr grundständige Laubblätter, während sich am Stängel ebenfalls drei bis sechs oder auch mehr Laubblätter befinden. Die Blattspreite ist bei einer Länge von 1,5 bis 15 Zentimetern sowie einer Breite von 0,6 bis 3 Zentimetern von länglich über spatelförmig bis verkehrt-lanzettlich mit keilförmiger Spreitenbasis und stumpfer bis spitz zulaufender Spreitenspitze. Die Spreitenränder sind meist ganzrandig, seltener auch gezähnt. Sowohl die Blattunterseite als auch die Blattoberseite sind mit 0,2 bis 0,4 Zentimeter langen, feinen und rauen bis wolligen Haaren besetzt.

### Generative Merkmale
Die Blütezeit erstreckt sich von Juni bis in den September hinein. Der Blütenstandsschaft ist mit sternartigen, gelegentlich auch mit rauen Haaren besetzt. Der schirmrispen- bis rispenartige Gesamtblütenstand enthält meist 3 bis 100 oder mehr körbchenförmige Teilblütenstände. Das bei einer Länge von 0,6 bis 0,9 Zentimetern und einem Durchmesser von 0,3 bis 0,4 Zentimetern mehr oder weniger zylindrische bis glockenförmige Involucrum enthält 12 bis 15, gelegentlich auch mehr an der Unterseite meist dicht behaarte, seltener auch kahle Hüllblätter mit spitz zulaufenden oder zugespitzten Spitzen. Die Blütenkörbchen enthalten 6 bis 15 oder auch mehr Zungenblüten. Die gelben Zungenblüten sind 0,8 bis 0,9 Zentimeter lang.
Die hell- bis rotbraunen Achänen sind bei einer Länge von 0,3 bis 0,35 Zentimetern säulenförmig. Der Pappus besteht aus rund 60 oder mehr strohfarbenen Borstenhaaren, welche 0,4 bis 0,6 Zentimeter lang sind.

Verbreitungsgebiet

## Vorkommen
Das natürliche Verbreitungsgebiet von Hieracium horridum liegt in den westlichen USA. Es erstreckt sich über die Bundesstaaten Kalifornien, Nevada und Oregon.
Hieracium horridum gedeiht in Höhenlagen von 1500 bis 3700 Metern. Sie wächst auf Weiden, in Kiefernwäldern, auf kiesigen Flächen sowie an Felsblöcken.

## Taxonomie
Die Erstbeschreibung als Hieracium horridum erfolgte 1862 durch Elias Magnus Fries in Uppsala Universitets Arsskrift 1862, Seite 154. Ein Synonym für Hieracium horridum Fr. ist Pilosella horrida (Fr.) F.W.Schultz & Sch. Bip.